# Vogter
Vogter (Engels: Sons) is een Deens-Zweedse film uit 2024, geregisseerd en mede geschreven door Gustav Möller.

## Verhaal
Eva is een idealistische gevangenbewaarder die voor het dilemma van haar leven staat wanneer een jongeman uit haar verleden wordt overgebracht naar de gevangenis waar zij werkt. Zonder haar geheim prijs te geven, vraagt ze om overplaatsing naar zijn blok, het zwaarste en meest gewelddadige blok van de gevangenis.

## Rolverdeling
| Acteur               | Personage               |
| -------------------- | ----------------------- |
| Sidse Babett Knudsen | Eva Hansen              |
| Sebastian Bull       | Mikkel                  |
| Dar Salim            | Rami                    |
| Marina Bouras        | Helle                   |
| Olaf Johannessen     | hoofd van het instituut |
| Jacob Lohmann        | priester                |
| Siir Tilif           | advocaat                |
| Rami Zayat           | Ali                     |
| Mathias Petersen     | Simon                   |

## Productie
De film werd geproduceerd door Lina Flint voor Nordisk Film met steun van het Deens Filminstituut en het Zweeds Filminstituut, in samenwerking met DRTV, SVT en Les Films du Losange. Nordisk Film is ook binnenlandse distributeur, terwijl Les Films du Losange de wereldwijde distributierechten bezit.

## Release en ontvangst
Vogter ging op 22 februari 2024 in première op het Internationaal filmfestival van Berlijn in de competitie voor de Gouden Beer. De film won op 4 april 2024 de  Firebird Award (Young Cinema competition) op het Internationaal filmfestival van Hongkong. Vogter werd op 1 juli 2024 vertoond in de competitie van het Brussels International Film Festival en ging op 12 september 2024 in première in de Zweedse en Deense bioscopen.
De film kreeg overwegend positieve kritieken van de filmcritici, met een score van 80% op Rotten Tomatoes, gebaseerd op 10 beoordelingen.

## Prijzen en nominaties
De belangrijkste:
| Jaar | Prijs                                   | Categorie         | Genomineerde(n)                         | Uitslag       |
| ---- | --------------------------------------- | ----------------- | --------------------------------------- | ------------- |
| 2025 | Bodil                                   | Beste film        | Beste film                              | In afwachting |
| 2025 | Bodil                                   | Beste hoofdrol    | Sidse Babett Knudsen                    | In afwachting |
| 2025 | Bodil                                   | Beste bijrol      | Sebastian Bull                          | In afwachting |
| 2025 | Bodil                                   | Beste scenario    | Gustav Möller, Emil Nygaard Albertsen   | In afwachting |
| 2025 | Robert Prisen                           | Beste Deense film | Beste Deense film                       | In afwachting |
| 2025 | Robert Prisen                           | Beste regisseur   | Gustav Möller                           | In afwachting |
| 2025 | Robert Prisen                           | Beste scenario    | Gustav Möller, Emil Nygaard Albertsen   | In afwachting |
| 2025 | Robert Prisen                           | Beste acteur      | Sebastian Bull                          | In afwachting |
| 2025 | Robert Prisen                           | Beste actrice     | Sidse Babett Knudsen                    | In afwachting |
| 2025 | Robert Prisen                           | Beste montage     | Rasmus Stensgaard Madsen                | In afwachting |
| 2025 | Robert Prisen                           | Beste camerawerk  | Jasper J. Spanning                      | In afwachting |
| 2025 | Robert Prisen                           | Beste muziek      | Jon Ekstrand                            | In afwachting |
| 2025 | Robert Prisen                           | Beste geluid      | Hans Christian Arnt Torp, Oskar Skriver | In afwachting |
| 2025 | Robert Prisen                           | Beste make-up     | Kamilla Bjerglind                       | In afwachting |
| 2024 | Internationaal filmfestival van Berlijn | Gouden Beer       | Gustav Möller                           | Genomineerd   |